# Wood (Dakota Południowa)
Wood – miasto w Stanach Zjednoczonych, w stanie Dakota Południowa, w hrabstwie Mellette.